# Đo lường hình thái
Đo lường hình thái (Morphometrics) bắt nguồn từ tiếng Hy Lạp là: μορϕή/có nghĩa là hình thái hay hình dạng, kiểu hình và -μετρία/metria, nghĩa là đo lường, có nghĩa là trắc lượng hình thái, phổ hình thái hay do hình thái, hình thể) đề cập đến phân tích định lượng của hình thái, hình thể, một khái niệm bao gồm kích thước và hình dạng. Phân tích hình thái thường được thực hiện trên các sinh vật và hữu ích trong việc phân tích hồ sơ hóa thạch của chúng, tác động của đột biến lên hình dạng, sự thay đổi phát triển về hình thức, hiệp phương sai giữa các yếu tố sinh thái và hình dạng, cũng như ước tính các thông số di truyền-định lượng của hình dạng.
Phép đo hình thái có thể được sử dụng để định lượng một đặc điểm có ý nghĩa tiến hóa và bằng cách phát hiện những thay đổi về hình dạng, suy ra điều gì đó về mối quan hệ bản thể, chức năng hoặc tiến hóa của chúng. Mục tiêu chính của phép đo hình thái là kiểm tra thống kê các giả thuyết về các yếu tố ảnh hưởng đến hình dạng. "Morphometrics" theo nghĩa rộng hơn, cũng được sử dụng để xác định vị trí chính xác các khu vực nhất định của các cơ quan như não, và để mô tả hình dạng của những thứ khác.
Ba cách tiếp cận chung để hình thành thường được phân biệt: hình thái truyền thống, hình thái dựa trên mốc và hình thái dựa trên phác thảo. Trong đó, phép đo hình thái truyền thống phân tích chiều dài, chiều rộng, khối lượng, góc, tỷ lệ và diện tích. Nói chung, dữ liệu hình thái học truyền thống là các phép đo kích thước. Một hạn chế của việc sử dụng nhiều phép đo kích thước là hầu hết sẽ có độ tương quan về chiều cao; kết quả là có ít biến độc lập mặc dù có nhiều phép đo. Ví dụ, chiều dài xương chày sẽ thay đổi theo chiều dài xương đùi cũng như chiều dài xương đùi và xương chày và thậm chí với số đo của đầu. Dữ liệu hình thái học truyền thống vẫn hữu ích khi kích thước tuyệt đối hoặc tương đối được quan tâm đặc biệt, chẳng hạn như trong các nghiên cứu về tăng trưởng. Những dữ liệu này cũng hữu ích khi các phép đo kích thước có tầm quan trọng lý thuyết như khối lượng cơ thể và diện tích mặt cắt ngang chi và chiều dài trong các nghiên cứu về hình thái chức năng. 